# Rikard Wolff
Jan Rikard Wolff, född 8 april 1958 i Farsta församling i Stockholm, död 17 november 2017 i Kungsholmens distrikt, Stockholm, var en svensk skådespelare och sångare. Inom filmen spelade han en bärande roll i de populära Änglagård-filmerna och på teatern gjorde han många roller, bland annat i Dramatens uppsättning av I väntan på Godot och i A Chorus Line på Göteborgsoperan. Som sångare uppträdde han med visor och fransk chanson men deltog också i Melodifestivalen.

## Biografi
Rikard Wolff växte upp i Gubbängen i Stockholm och från 10-årsåldern i Karlstad. Han började 1978 vid Skara skolscen och påbörjade sedan sin professionella skådespelarbana i teatergruppen Vågspel i Södertälje samt verkade 1980–1982 vid Hilda Hellwigs Teater Aurora, där han gjorde titelrollen i Friedrich Schillers Don Carlos 1981. Han ägnade sig också åt musikaliska studier och framträdde och turnerade från 1982 med uppmärksammade sångföreställningar på scen och TV, framför allt chanson av Edith Piaf, Jacques Brel och Barbara, men även Barbro Hörberg, Maria Callas och Karl Gerhard. 

## Karriär
1984–1987 studerade han vid Teaterhögskolan i Malmö, där han gick i samma klass som Björn Kjellman och Gerhard Hoberstorfer. Redan under studietiden inledde Rikard Wolff ett återkommande samarbete med regissören Rickard Günther med titelrollen i den uppmärksammade examensproduktionen Mefisto. Denna sorts kraftfulla och passionerade karaktärer gestaltade han sedan ofta. Under studietiden inledde han också ett samarbete med Suzanne Osten och Unga Klara i Affären Danton (1986) och filmdebuterade i Ostens Livsfarlig film (1988). Med rollen som poeten Paul Andersson i TV-serien Apelsinmannen (1990) blev han känd för en större publik. Detta ledde till ett långvarigt samarbete med regissören Colin Nutley i en serie långfilmer, vilken inleddes av Änglagård (1992) och där han blev ett radarpar med Helena Bergström. Han medverkade sedan i en mängd filmer och TV-produktioner.

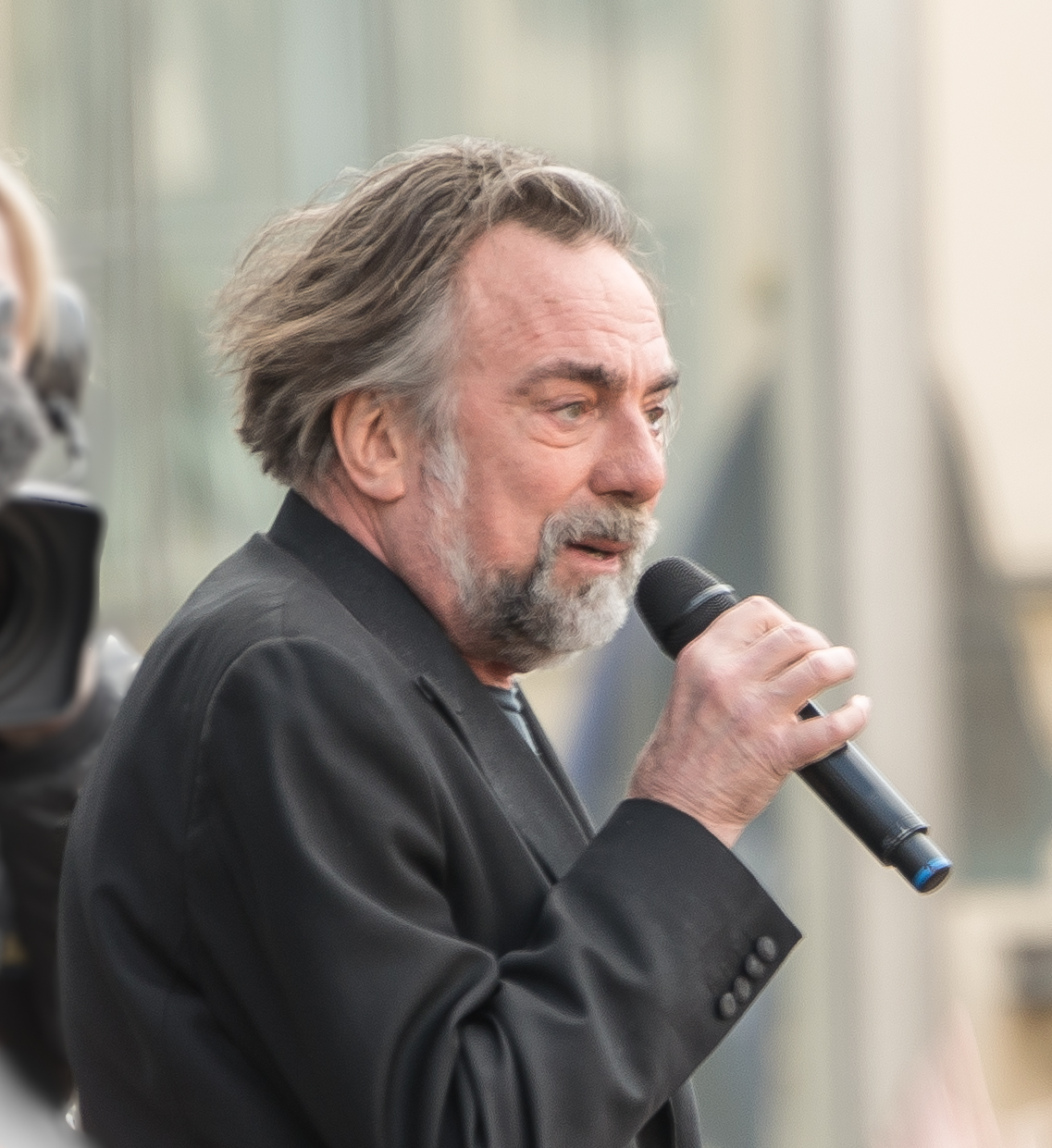
Rikard Wolff, under ett av sina sista framträdanden, sjunger "Lovsång till kärleken" vid manifestationen på Sergels torg i Stockholm efter terrorattacken den 7 april 2017.

På scen verkade han vid en rad teatrar och spelade på Dramaten i I väntan på Godot (1990) som luffarpar med Thommy Berggren, Hamlet på Östgötateatern (1995), Zac i A Chorus Line (2002) på GöteborgsOperan, Shakespeares Richard III (2006) på Riksteatern och konferencieren i Colin Nutleys uppsättning av Cabaret (2008) på Stockholms stadsteater. Han gjorde också framträdande roller på Malmö stadsteater, Malmö Opera, Göteborgs stadsteater, Teater Galeasen och Vasateatern. Rollen som Antonio Salieri i Peter Schaffers Amadeus gjorde han både på Riksteatern 1994 och på Stockholms stadsteater 2005.
Genom åren skrev och framförde han egna sånger och spelade in ett flertal skivor. 2001 fick han en Grammis för Min allra största kärlek. Wolff deltog i invigningen av Friends Arena, där han bland annat framförde en av sina mest välkända sånger, "Pojken på månen". Han deltog i Melodifestivalen 2013 med bidraget "En förlorad sommar", skrivet av Tomas Andersson Wij, och kom på 7:e plats i deltävlingen i Göteborg.
År 2011 utkom hans självbiografi Rikitikitavi.
Hans sista filmroll blev som antagonisten i Jakten på tidskristallen, som var SVT:s julkalender 2017. Ett av hans sista framträdanden blev den 9 april 2017, två dagar efter terrorattacken på Drottninggatan i Stockholm, då han sjöng "Lovsång till kärleken" på Sergels torg. Wolff led av lungemfysem och avled på hösten samma år.

## Familj
Rikard Wolff fick en dotter, född 2005, tillsammans med Stina Gardell.

## Filmografi (i urval)
- 1988 – Livsfarlig film
- 1990 – Blankt vapen
- 1990 – Den svarta cirkeln (TV-serie)
- 1990 – Apelsinmannen
- 1990 – Honungsvargar
- 1990 – Smash (TV-serie)
- 1991 – Riktiga män bär alltid slips
- 1992 – Jönssonligan & den svarta diamanten
- 1992 – Änglagård
- 1994 – Zorn
- 1994 – Änglagård - andra sommaren
- 1994 – Lejonkungen (svensk röst åt Scar)
- 2000 – Vägen till El Dorado (svensk röst åt Tzekel-Kan)
- 2000 – Gossip
- 2001 – Så vit som en snö
- 2004 – Desmonds trashade äppelträd
- 2004 – Tre solar
- 2006 – Desmond & träskpatraskfällan
- 2007 – Elias och Kungaskeppet
- 2008 – Angel
- 2010 – Så olika
- 2010 – Änglagård - tredje gången gillt
- 2010 – Alice i Underlandet (svensk röst åt Absolem)
- 2015 – En underbar jävla jul
- 2016 – Sömnincidenter (röst åt Ciceronen)
- 2017 – Jakten på tidskristallen (TV-serie) (Julkalender) (Postum utsläpp)

## Teater

### Roller (ej komplett)
| År   | Roll               | Produktion                                                                                | Regi                       | Teater                   |
| ---- | ------------------ | ----------------------------------------------------------------------------------------- | -------------------------- | ------------------------ |
| 1981 | Don Carlos         | Don Carlos Friedrich Schiller                                                             | Hilda Hellwig              | Teater Aurora            |
| 1986 | Barére, elev       | Affären Danton Stanislawa Przybyszewska                                                   | Suzanne Osten              | Stockholms stadsteater   |
| 1987 | Journalisten m.fl. | Chang Eng - De siamesiska tvillingarna Göran Tunström                                     | Henric Holmberg            | Stockholms stadsteater   |
| 1988 | Mrs Constable      | I lusthuset Jane Bowles                                                                   | Suzanne Osten              | Stockholms stadsteater   |
| 1989 | Fabian             | Mars och kärlekens spioner Barbro Smeds                                                   | Rickard Günther            | Stockholms stadsteater   |
| 1990 | Estragon           | I väntan på Godot Samuel Becket                                                           | Karl Dunér                 | Dramaten                 |
| 1990 | Giovanni, student  | Beatrice, Rappaccinis dotter Octavio Paz                                                  | Pia Forsgren               | Dramaten                 |
| 1990 | Antonio/Stefano    | Stormen William Shakespeare                                                               | Etienne Glaser             | Stockholms stadsteater   |
| 1991 | En apotekare       | Romeo och Julia William Shakespeare                                                       | Peter Langdal              | Dramaten                 |
| 1992 | Tybalt             | Romeo och Julia William Shakespeare                                                       | Peter Langdal              | Dramaten                 |
| 1992 | Dealern            | I bomullsfältens ensamhet Bernard-Marie Koltès                                            | Rickard Günther            | Dramaten                 |
| 1992 | Brown              | Sista Karnevalen Derek Walcott                                                            | Derek Walcott              | Dramaten                 |
| 1992 | Martin             | Fool for love Sam Shepard                                                                 | Eva Dahlman (skådespelare) | Dramaten                 |
| 1994 | Antonio Salieri    | Amadeus Peter Shaffer                                                                     | Benny Fredriksson          | Riksteatern              |
| 1995 | Hamlet             | Hamlet William Shakespeare                                                                | Ralf Långbacka             | Östgötateatern           |
| 1995 | Merlin             | Merlin, Djävulens son Tankred Dorst                                                       | Ronny Danielsson           | Stockholms stadsteater   |
| 1997 |                    | Jag älskar dig, Markatta Noël Coward                                                      | Giles Havergal             | Vasateatern              |
| 1998 | Oscar Wilde        | Oscar Wilde - Rättegångarna Moisés Kaufman                                                | Richard Turpin             | Dramaten                 |
| 1998 | Råttfångaren       | Råttfångaren Rikard Bergqvist                                                             | Agneta Ehrensvärd          | Dramaten                 |
| 1999 | Berättaren         | Den Europeiska Kritcirkeln Bertolt Brecht                                                 | Jasenko Selimovic          | Göteborgs stadsteater    |
| 2000 | Henning            | Det kalla barnet Marius von Mayenburg                                                     | Staffan Valdemar Holm      | Dramaten                 |
| 2001 |                    | Kaspar Hauser Johnny Dennis, Martin Gjerstad, Tore Johansson, Ulf Turesson och Jonas Jarl | Johanna Garpe              | Malmö musikteater        |
| 2001 |                    | Dorian Grays porträtt Oscar Wilde                                                         | Johanna Garpe              | Malmö stadsteater        |
| 2002 | Zach               | A Chorus Line James Kirkwood, Nicholas Dante, Edward Kleban och Marvin Hamlisch           | Staffan Aspegren           | Göteborgsoperan          |
| 2005 | Antonio Salieri    | Amadeus Peter Shaffer                                                                     | Staffan Aspegren           | Stockholms stadsteater   |
| 2005 | Gustav Gründgens   | Sympati för djävulen Lucas Svensson                                                       | Linus Fellbom              | Stockholms stadsteater   |
| 2006 | Wolff/Puck         | En midsommarnattsdröm William Shakespeare                                                 | Alexander Mørk-Eidem       | Stockholms stadsteater   |
| 2006 | Rikard III         | Rikard III William Shakespeare                                                            | Linus Fellbom              | Riksteatern              |
| 2008 | Kung Edvard        | Edvard II Christopher Marlowe                                                             | Suzanne Osten              | Stockholms stadsteater   |
| 2008 | Konferenciern      | Cabaret John Kander, Fred Ebb och Joe Masteroff                                           | Colin Nutley               | Stockholms stadsteater   |
| 2010 | Maria              | Maria Callas – Obesvarat liv Lucas Svensson                                               | Linus Fellbom              | Stockholms stadsteater   |
| 2012 | Masseau            | Chéri Colette och Léopold Marchand                                                        | Jenny Andreasson           | Dramaten                 |
| 2013 | Arnold             | Arnold Harvey Fierstein                                                                   | Olof Hanson                | Stockholms stadsteater   |
| 2014 | Karl Gerhard       | Karl Gerhard Irena Kraus                                                                  | Johanna Garpe              | Stockholms stadsteater   |
| 2016 | Basil Hallward     | Dorian Grays porträtt Lucas Svensson                                                      | Emil Graffman              | Kulturhuset Stadsteatern |

## Diskografi
- 1991 – Recital
- 1995 – Pojken på månen
- 1997 – Stjärnklara nätter
- 2000 – Min allra största kärlek
- 2001 – Desemberbarn (med norska Kari Bremnes)
- 2003 – Du får mig om jag får dig
- 2004 – Chanson suicide
- 2005 – Allt du kan önska!
- 2009 – Tango
- 2013 – Första lågan

## Konserter
- 1982 – Såna Människor – Rikard Wolff sjunger Jacques Brel, Teater Aurora
- 1987 – Barbaras långa nätter, Teater Galeasen på Kulturhuset
- 1991 – Récital, Dramaten
- 1993 – Récital – I'm a gigolo, Dramaten, Cirkus och SVT
- 1995 – Pojken på månen, Cirkus, turné och SVT
- 2000 – Min allra största kärlek – Rikard Wolff sjunger Barbara, Dramaten, SVT och Grammis
- 2004 – Chanson suicide – Rikard Wolff sjunger Piaf, Dramaten, turné samt SVT 2015
- 2011 – Rikitikitavi, Kungliga Operan, SVT och turné
- 2013 – Första lågan, Kungliga Operan
- 2015 –  Den sista föreställningen – Wolff sjunger Brel, Kulturhuset Stadsteatern[28]

## Priser och utmärkelser
- 1997 – Allan Hellman-priset[29]
- 2001 – Grammis för Min allra största kärlek
- 2006 – Stockholms stads Bellmanpris
- 2006 – Bernadottestipendiet
- 2008 – Cornelis Vreeswijk-stipendiet
- 2008 – Karlstads kommuns Frödingstipendium
- 2011 –  Medaljen Litteris et Artibus i guld för sina "framstående konstnärliga insatser som skådespelare"[30]
- 2013 –  Riddare av Hederslegionen[31]
- 2014 – Karl Gerhards hederspris
- 2015 – Karl Gerhard-stipendiet
- 2016 – QX-galans hederspris
- 2017 – Svenska Akademiens teaterpris